# 电子飞行仪表系统

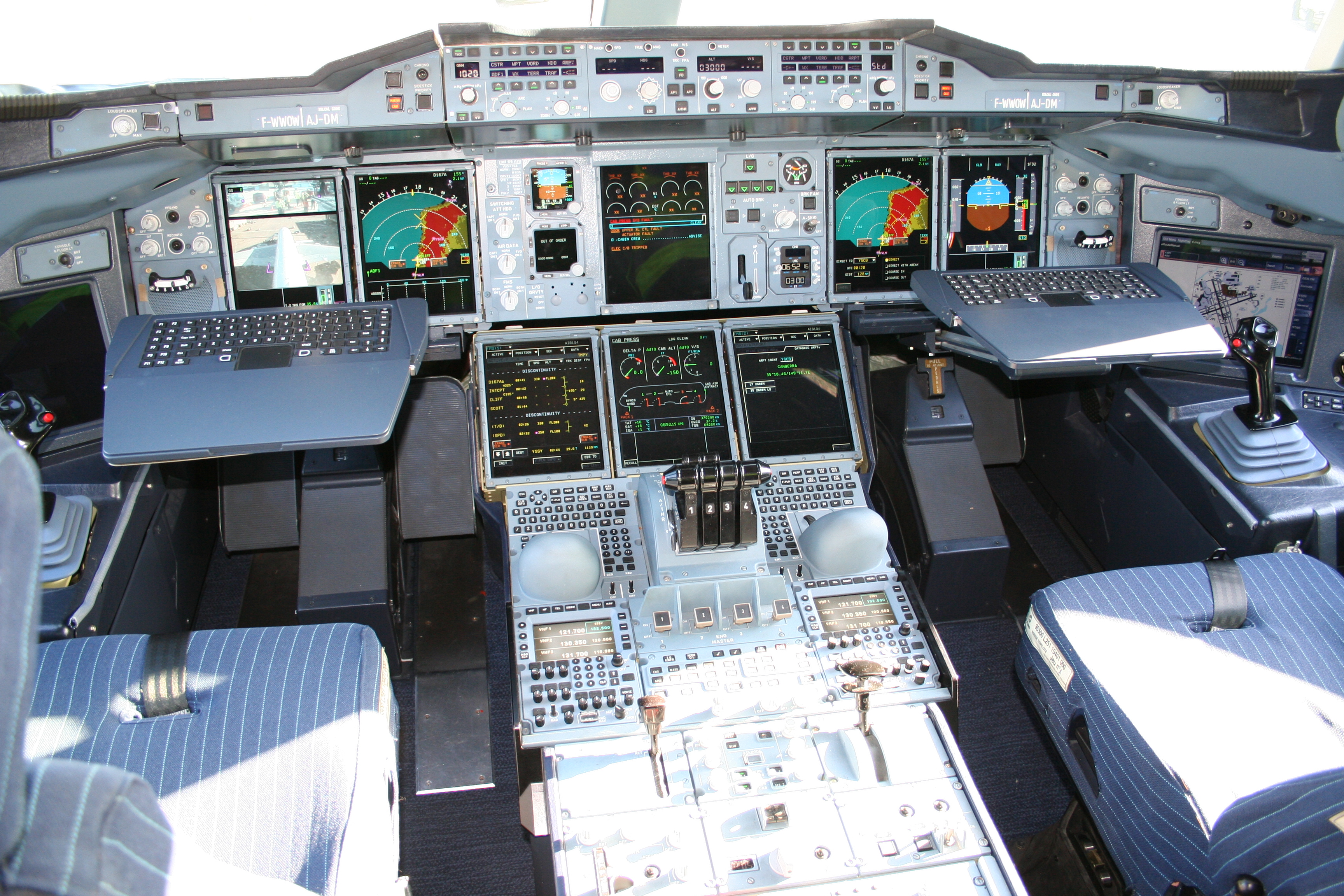
这是采用电子飞行仪表系统的A380驾驶舱

电子飞行仪表系统（Electronic Flight Instrument System，简称EFIS），是指安装在飞机驾驶舱显示飞行信息的电子显示系统，一般由显像管（CRT）或液晶显示器（LCD）组成。和传统的机械式飛行儀表相比，在操縱电子飞行仪表系统的飛行器時，機師可以更容易地擷取信息。EFIS也比機械式飛行儀表，更易維修。
电子飞行仪表系统，是數位化駕駛艙（又稱為玻璃驾驶舱）的一個子系統。
一个完整的电子仪表系统除了各种显示单元外，还包括符号发生器（symbol generators）。符号发生器将各种数据源，如姿态航向基准系统和大气数据计算机的数据转换成可以显示的格式。这些数据源中也包括导航系统的输入数据，如全球定位系统（GPS）、测距仪（DME）和惯性导航系统（IRS）。

## 组件
电子飞行仪表系统一般由两部分组成：姿态指示器（ADI）和水平状态指示器（HSI）。在有些飞机上，它们称为主显示器（PFD）和导航显示器（ND）。
姿态指示器或主显示器主要显示飞机的纵向飞行信息，如高度、速度、飞行指引、模式选择等。
水平状态显示器或导航显示器主要显示航向、地面轨迹角、测距仪参数等水平飞行信息。
由于机载航空电子设备的种类愈来愈多，现在有的电子飞行仪表系统已经将姿态指示器和水平状态指示器都合并到主显示器上，而将另外一种显示器称为多功能显示器（MFD），在其上可以显示来自空中防撞系统（TCAS）或近地警告系统（GPWS）的地形信息、来自气象雷达的气象信息等。在主显示器发生故障时，还可以代替主显示器工作。
有时我们甚至将发动机显示和机组警告系统（EICAS）的电子显示系统包含在内。这样飞机上就可能出现5个显示器：主驾驶员侧的PFD和MFD，副驾驶员侧的PFD和MFD，以及放在中间的一个EICAS显示器。